# Bank Top (Northumberland)
Bank Top – wieś w Anglii, w hrabstwie Northumberland. Leży 11 km na zachód od miasta Newcastle upon Tyne i 401 km na północ od Londynu.